# Bandiera dell'Honduras
La bandiera dell'Honduras è stata adottata il 16 febbraio 1866, ma la versione attuale è il risultato di una lieve modifica del 2022.
Il disegno è basato sulla bandiera degli Stati Uniti dell'America Centrale, con i colori centroamericani. La bandiera è costituita da tre bande orizzontali bianche e turchesi di uguali dimensioni; secondo la tradizione, le bande turchesi laterali rappresentano l'Oceano Pacifico e l'Oceano Atlantico. Le cinque stelle a cinque punte rappresentano le nazioni delle Province Unite (Costa Rica, Guatemala, Honduras, Nicaragua, El Salvador) e la speranza di ricostituire l'unione.
La bandiera honduregna è usata come bandiera di comodo.
Il 27 gennaio 2022, con la cerimonia d'inaugurazione della Presidente dell'Honduras Xiomara Castro, il colore della bandiera è stato schiarito, portandolo dal blu scuro al turchese.

## Bandiere storiche

Bandiera honduregna (1839-1866)
Bandiera honduregna (1866-1898)
Versione alternativa del 1866
Bandiera honduregna (1898-1949)
Bandiera honduregna (1949-2022)